# Eriphosoma
Eriphosoma is een kevergeslacht uit de familie van de boktorren (Cerambycidae). De wetenschappelijke naam van het geslacht werd voor het eerst geldig gepubliceerd in 1922 door Melzer.

## Soorten
Eriphosoma omvat de volgende soorten:
- Eriphosoma barbiellinii Melzer, 1922
- Eriphosoma bipartitum (Buquet, 1844)
- Eriphosoma jacobi Fuchs, 1961
- Eriphosoma marcela Napp & Monné, 2006
- Eriphosoma mermudes Napp & Monné, 2006